# Sostanza grigia periacqueduttale
La sostanza grigia periacqueduttale, nota anche come grigio periacqueduttale (GPA o PAG, dall'inglese Peri-Aqueductal Gray) è quella porzione di materia grigia che circonda l'acquedotto cerebrale di Silvio, situato nel mesencefalo. È il centro di controllo primario per la modulazione discendente del dolore, principalmente grazie alla modulazione di vie discendenti di controllo a partenza da locus coeruleus e rafe magno, secernenti noradrenalina e serotonina, che agiscono inibendo i neuroni di proiezioni della sostanza gelatinosa di Rolando e stimolando gli interneuroni encefalinergici presenti a livello midollare. Gli stessi neuroni che si dipartono dal PAG sono encefalinergici. Questa regione viene utilizzata per la sistemazione di impianti che stimolano il cervello nei pazienti con dolore cronico.

## Anatomia
La sostanza grigia periacqueduttale è costituita da neuroni contenenti neurotrasmettitori come encefalina, dinorfina e serotonina.
A questa zona di sostanza grigia afferiscono fibre provenienti principalmente dalla corteccia cerebrale, dall'amigdala, dall'ipotalamo e dal lemnisco spinale.
La maggior parte dei neuroni del grigio periacqueduttale proiettano ai nuclei della formazione reticolare del bulbo, tra cui il nucleo magno del rafe. Da qui discendono fibre che raggiungono le corna posteriori del midollo spinale e il nucleo della radice spinale del nervo trigemino, decorrendo dorsolateralmente al nucleo olivare inferiore e quindi proseguendo nel cordone laterale del midollo spinale.
Le restanti fibre proiettano direttamente al corno posteriore del midollo e alla radice spinale del trigemino, senza passare per il nucleo del rafe.
Le fibre del dolore crescente e della temperatura del tratto spinotalamico inviano informazioni al PAG attraverso il tratto spinomesencefalico (così chiamato perché le fibre originano della colonna vertebrale e terminano nel PAG, nel mesencefalo).

## Funzioni neurologiche
La sostanza grigia periacqueduttale riveste un ruolo rilevante in diverse funzioni neurologiche: nella modulazione discendente del dolore, nella modulazione del comportamento di difesa, del comportamento riproduttivo e nello stato di coscienza.

### Ruolo nell'analgesia
La PAG ha un ruolo cardine nella modulazione del dolore tramite un'influenza sulla via discendente rafe-spinale. La stimolazione della sostanza grigia periacqueduttale del mesencefalo attiva i neuroni di rilascio dell'encefalina che proiettano ai nuclei del rafe nel tronco encefalico, determinando l'eccitazione del nucleo magno del rafe.
La 5-HT (di natura serotoninergica) rilasciata dai nuclei rafe scende nel corno dorsale del midollo spinale dove forma connessioni eccitatorie con gli interneuroni encefalinergici inibitori che si trovano nella lamina II del grigio midollare (o sostanza gelatinosa del Rolando). Quando vengono attivati, questi interneuroni liberano sia encefalina sia dinorfina (neurotrasmettitori oppioidi endogeni), che si legano ai recettori degli oppioidi μ sugli assoni delle fibre C/Aδ che trasportano segnali di dolore dai nocicettori attivati in periferia. L'attivazione dei recettori μ-oppioidi inibisce il rilascio di sostanza P dai neuroni di primo ordine in arrivo andando quindi a inibire l'attivazione del neurone di secondo ordine che è responsabile della trasmissione del segnale dolore dal tratto spinotalamico ai nuclei ventroposterolaterali (VPL) del talamo. Il segnale nocicettivo viene quindi inibito prima che sia in grado di raggiungere le aree corticali che interpretano il segnale come "dolore" (come ad esempio il cingolo anteriore). Questa teoria prende il nome di teoria del controllo del cancello, ed è supportata dal fatto che la stimolazione elettrica del PAG provoca analgesia immediata e profonda. La sostanza grigia periacqueduttale è attivata anche attraverso la visualizzazione di immagini di forte impatto associate al dolore.
Sono stati identificati tre tipi di recettori per gli oppioidi: mu (μ), kappa (κ) e delta (δ). I farmaci oppiacei sintetici e i derivati degli oppiacei attivano questi recettori (talvolta agendo direttamente sul PAG , dove questi recettori sono fortemente presenti) per produrre analgesia. Questi farmaci comprendono morfina, eroina (diacetilmorfina), petidina, idrocodone, ossicodone, e composti analgesici simili.

### Ruolo nel comportamento di difesa
Nel ratto, la stimolazione delle aree dorsali e laterali della PAG può provocare risposte comportamentali di tipo difensivo, variamente caratterizzate da immobilità (freezing), comportamenti motori come la corsa e il salto, tachicardia, aumento della pressione sanguigna e del tono muscolare. Al contrario, la stimolazione delle aree caudali ventrolaterali della PAG può portare a una postura immobile e rilassata conosciuta come quiescenza, mentre la loro inibizione porta a un incremento dell'attività motoria.
Le lesioni dell'area caudale ventrolaterale del PAG possono ridurre notevolmente l'immobilità, mentre le lesioni della parte dorsale sono in grado di ridurre il comportamento difensivo innato, praticamente sono in grado di addomesticare l'animale.

### Ruolo nel comportamento riproduttivo
I neuroni della PAG sono eccitati dalle endorfine e dagli analgesici oppioidi. Svolgono anche un ruolo nel comportamento riproduttivo femminile (comportamento di lordosi durante la copulazione), tramite una via nervosa proiettata dal nucleo ventromediale dell'ipotalamo.

### Ruolo nel comportamento materno
La sostanza grigia periacqueduttale può essere coinvolta nel comportamento materno umano. Il PAG contiene un'alta densità di recettori per la vasopressina e ossitocina, e ha collegamenti diretti con la corteccia orbitofrontale, che potrebbero mediare il ruolo del PAG nell'amore materno. La corteccia orbitofrontale laterale è attivata da stimoli visivi, tattili e olfattivi piacevoli.

### Ruolo nella coscienza
Lesioni alla PAG conducono a perdite della coscienza. Questo non implica ovviamente che sia la PAG in quanto tale a essere il centro della coscienza, ma che probabilmente è una delle varie componenti funzionali che svolgono un ruolo di rilievo nella modulazione della stessa.

## Immagini aggiuntive

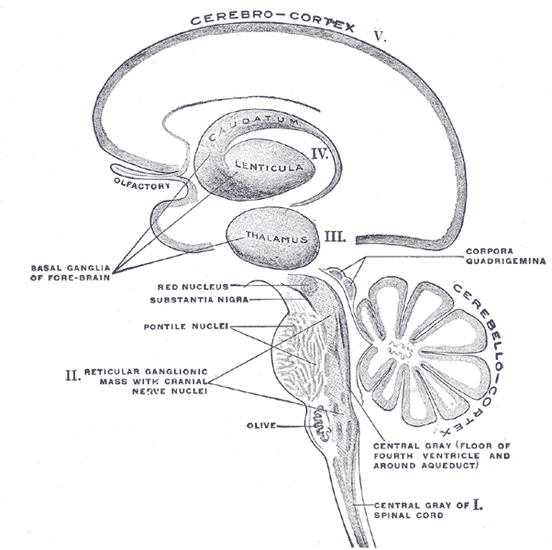
Rappresentazione schematica delle categorie principali gangliari (da I a V)
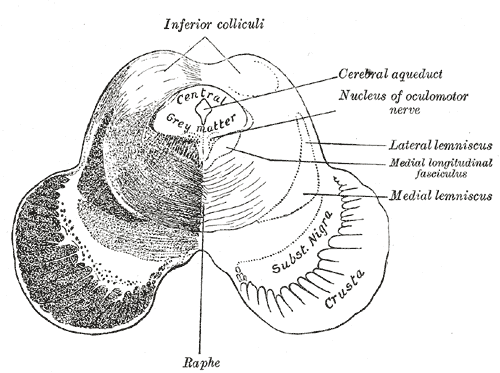
Sezione trasversale di mesencefalo a livello di collicolo inferiore
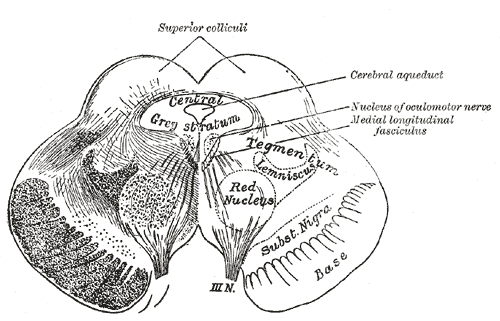
Sezione trasversale di mesencefalo a livello di collicoli superiori